# Червоносов
Червоносов (укр.  Червоносів) — село, 
Нововодолажский поселковый совет,
Нововодолажский район,
Харьковская область.
Село ликвидировано в ? году.

## Географическое положение
Село Червоносов находится на левом берегу реки Ольховатка,
выше по течению примыкает село Червоная Поляна,
ниже по течению на расстоянии в 1 км расположено село Зеленый Гай,
на противоположном берегу — село Низовка.

## История
- ? — село ликвидировано.